# Ernolatia lida
Ernolatia lida är en fjärilsart som beskrevs av Moore 1858-1859. Ernolatia lida ingår i släktet Ernolatia och familjen silkesspinnare. Inga underarter finns listade i Catalogue of Life.